# Nina Aleksandrovna Andreeva
Nina Aleksandrovna Andreeva (in russo Нина Александрова Андреева?; Leningrado, 12 ottobre 1938 – San Pietroburgo, 24 luglio 2020) è stata una chimica e politica sovietica, dal 1991 russa.
È nota soprattutto per aver scritto nel 1988 un saggio intitolato Ne mogu postupat'sja principami ("Non posso sacrificare i princìpi"), che difendeva molti aspetti del sistema sovietico tradizionale e criticava il segretario generale Michail Gorbačëv e i suoi più stretti sostenitori accusandoli di non essere veri comunisti. Nella replica pubblicata sul quotidiano ufficiale del partito Pravda il saggio venne definito manifesto delle forze anti-perestrojka.

## Biografia
Nata a Leningrado, è stata docente di chimica presso l'Istituto tecnologico di Leningrado. È entrata a far parte del Partito Comunista dell'Unione Sovietica (PCUS) nel 1966. Il suo saggio Ne mogu postupat'sja principami è stato pubblicato sul quotidiano Sovetskaja Rossija il 13 marzo 1988, in un periodo in cui Gorbačëv e Aleksandr Jakovlev erano all'estero, citando anche un rapporto anti-Gorbačëv del segretario del Comitato Centrale del Partito Comunista, Egor Ligačëv.
I sostenitori di Gorbačëv e Boris El'cin temevano che questo saggio potesse rappresentasse una grave minaccia per loro posizione. Gorbačëv ha successivamente rivelato che molti membri del Politburo sembravano condividere le opinioni di Andreeva e che dovette costringerli ad approvare la pubblicazione di una controreplica ufficiale. La risposta venne pubblicata sulla Pravda il 5 aprile 1988.

## Carriera successiva
Andreeva guidò il comitato organizzatore della piattaforma bolscevica del PCUS che espulse Gorbačëv dal partito nel settembre 1991. Nel novembre 1991 è diventata segretaria generale del Partito Comunista Pansovietico dei Bolscevichi (VKPB), che si considerava il successore del PCUS. Nell'ottobre 1993 il partito fu temporaneamente sospeso insieme ad altre quindici organizzazioni dopo la repressione del tentato colpo di stato contro il presidente El'cin. Nel maggio 1995 è stata rimossa dalla carica di capo del Comitato centrale del partito di San Pietroburgo per "mancanza di attività rivoluzionaria". Una intervista alla Andreeva è presente nel libro di David Remnick, La tomba di Lenin, del 1993.
È morta a San Pietroburgo il 24 luglio 2020.

## Opere
- (RU) Nina Andreeva, Delo socializma nepobedimo, Pyongyang, Izdatel'stvo literarury na inostrannych jazikach, 1992.
- (EN) Nina Andreeva, Unpresented principles or a brief history of perestroika, Pyongyang, Foreign Languages Publishing House, 1993, OCLC 476436091.
- (RU) Nina Andreeva, Za bol'ševizma v kommunističeskom dviženii, San Pietroburgo, 2002.